# 75591 Stonemose
75591 Stonemose este o planetă minoră (asteroid) din centura de asteroizi. A fost descoperită pe 3 ianuarie 2000 la Experimental Test Site⁠(d) de Lincoln Near-Earth Asteroid Research. 
Obiectul prezintă o orbită caracterizată de o semiaxă mare de 2,3106758701886 UAi, o excentricitate de 0,1430017632142, o înclinație de 7,9051452097285 ° în raport cu ecliptica.